# Kuskuśce
Kuskuśce (Ailuropinae) – podrodzina ssaków z rodziny pałankowatych (Phalangeridae).

## Zasięg występowania
Podrodzina obejmuje gatunki występujące na wyspach należących do Indonezji (Salibabu, Wyspy Talaud, Celebes, Peleng, Muna, Buton, Wyspy Togian, Sangir i Wyspy Sula).

## Systematyka

### Podział systematyczny
Do podrodziny należą następujące rodzaje:
- Ailurops Wagler, 1830 – kuskusiec
- Strigocuscus J.E. Gray, 1861 – kuskusek